# Пасо-де-лос-Либрес (департамент)
Департамент Пасо-де-лос-Либрес  (исп. Departamento de Paso de los Libres) — департамент в Аргентине в составе провинции Корриентес.
Территория — 4700 км². Население — 48642 человек. Плотность населения — 10,30 чел./км².
Административный центр — Пасо-де-лос-Либрес.

## География
Департамент расположен на юго-востоке провинции Корриентес.
Департамент граничит:
- на севере — с департаментом Сан-Мартин
- на юго-востоке — с Бразилией
- на юго-западе — с департаментом Монте-Касерос
- на западе — с департаментами Курусу-Куатия, Мерседес

## Административное деление
Департамент включает 4 муниципалитета:
- Пасо-де-лос-Либрес
- Бонпланд
- Парада-Пучета
- Тапебикуа

## Важнейшие населенные пункты[3]
| № | Населённый пункт   | Населённый пункт (исп.) | Категория | Население чел. (2010) | На карте                        |
| - | ------------------ | ----------------------- | --------- | --------------------- | ------------------------------- |
| 1 | Пасо-де-лос-Либрес | Paso de los Libres      | город     | 43251                 | 29°42′42″ ю. ш. 57°05′24″ з. д. |
| 2 | Бонпланд           | Bonpland                | поселок   | 1029                  | 29°49′20″ ю. ш. 57°25′50″ з. д. |
| 3 | Тапебикуа          | Tapebicuá               | поселок   | 516                   | 29°30′22″ ю. ш. 56°58′29″ з. д. |
| 4 | Парада-Пучета      | Parada Pucheta          | поселок   | 328                   | 29°54′20″ ю. ш. 57°34′28″ з. д. |